# شبکه ای‌تی‌ال‌ای‌اس
شبکه ای‌تی‌ال‌ای‌اس (انگلیسی: ATLAS Network) انجمنی از واحدهای تاکتیکی پلیس ۲۷ کشور عضو اتحادیه اروپا است که پس از حملات تروریستی ۱۱ سپتامبر ۲۰۰۱ به ابتکار گروه ویژه فرماندهان پلیس ایجاد شد.

## تاریخچه
ای‌تی‌ال‌ای‌اس ابتدا به‌طور غیررسمی برای تبادل اطلاعات و فعالیت‌های آموزشی همکاری بین واحدها تأسیس شد و بعداً با تصمیم شورای اتحادیه اروپا در سال ۲۰۰۸ رسمی شد که همچنین وظایف ای‌تی‌ال‌ای‌اس را گسترش داد تا در صورت درخواست، به یک کشور عضو دیگر کمک کند.
در سال ۲۰۱۸، یک دفتر پشتیبانی ای‌تی‌ال‌ای‌اس در مرکز یوروپل (مبارزه با تروریسم اروپا (ECTC)) تأسیس شد، بنابراین نقش شبکه ای‌تی‌ال‌ای‌اس در سازمان‌های پلیس اروپا تقویت شد.

## مقررات
ای‌تی‌ال‌ای‌اس از اصطلاحات واحد مداخله ویژه و وضعیت بحران استفاده می‌کند که به شرح زیر است:
- «واحد مداخله ویژه» هر واحد مجری قانون یک کشور عضو است که در کنترل وضعیت بحران تخصص دارد.[۱]
- «وضعیت بحرانی» هر وضعیتی است که در آن مقامات صلاحیت‌دار یک کشور عضو، دلایل منطقی برای این باور داشته باشند که جرمی وجود دارد که تهدید فیزیکی مستقیمی برای افراد، اموال، زیرساخت‌ها یا مؤسسات در آن کشور عضو در شرایط خاص مبارزه با تروریسم ایجاد می‌کند. .[۱]

## سازمان
ای‌تی‌ال‌ای‌اس تشخیص می‌دهد که یک کشور عضو ممکن است ابزار، منابع یا تخصص لازم برای مقابله مؤثر با همه موقعیت‌های بحرانی، به‌ویژه شرایط بحرانی بزرگ را نداشته باشد، و چارچوبی را برای یک کشور عضو فراهم می‌کند تا از یک کشور عضو دیگر درخواست کمک کند.

## اعضا
ای‌تی‌ال‌ای‌اس از ۳۸ واحد مداخله ویژه شامل واحدهایی از کشورهای غیرعضو اتحادیه اروپا، سوئیس، نروژ، ایسلند و بریتانیا تشکیل شده است. کشورهای غیر عضو اتحادیه اروپا می‌توانند شرکت کنند، که شامل استفاده از همه امکانات می‌باشد، اما حق رای ندارند.